# ناماور دوم
فخرالدوله استندار ناماور پور بیستون یا نماور دوم بیست و چهارمین فرمانروای دودمان پادوسپانیان بود که میان سال‌های ۶۱۵ تا ۶۴۰ هجری در رویان و گیلان حکومت داشت. در ابتدای حکومت او اسماعیلیان الموت علیه پادوسپانیان اقدام کرده و او را منهزم ساختند. ناماور به خوارزم گریخت و از سلطان محمد کمک طلبید. سلطان لشکری در اختیارش گذاشت و ناماور توانست ملک خود را پس بگیرد و تمامی رویان و گیلان را باج‌گزار خود کند.
پس از حمله مغول به ایران، خوارزمشاهیان شکست خورده و سلطان محمد در آبسکون پناه گرفت. یکی از پسرانش، غیاث‌الدین، پس از مرگ سلطان گریخت و به رویان آمد. ناماور از او استقبال کرده و یکی از خواهران غیاث‌الدین را به ازدواج خود درآورد که اسکندر حاصل این ازدواج است. غیاث‌الدین پس از آن بر مازندران، خراسان و عراق استیلا یافت و توان لازم برای مبارزه را نداشت و جلال‌الدین خوارزمشاه، برادرش، در سال ۶۲۱ هجری، امور را به دست گرفت.
استندار ناماور همچنان فرمانروای «رویان و تمامت دیالم تا حدود گیلان» ماند و پس از ۲۵ سال حکومت، در سال ۶۴۰ درگذشت.